# Misuzu Kaneko
Misuzu Kaneko (japanska: 金子 みすゞ Kaneko Misuzu), föddes som Teru Kaneko 11 april 1903 i hamnstaden Senzaki, nuvarande Nagato, död 10 mars 1930, var en japansk poet under tidigt 1900-tal.

## Biografi
Kaneko sägs ha varit duktig i skolan, och inspirerades mycket av havet i sina dikter. 
Efter att ha skilt sig från sin man som tillbringade mycket tid i nöjeskvarter och även smittade Kaneko med venerisk sjukdom, förlorade hon vårdnaden om deras gemensamma dotter. Hon begick självmord genom att inta gift den 10 mars 1930 och lämnade efter sig ett brev där hon bad sin före detta make att låta hennes mor ta hand om barnet. 

## Författarskap
Misuzu är egentligen den pseudonym som Kaneko skrev under och fram till sin död hade hon skrivit 512 dikter. 
Hennes poesi har översatts till engelska. 2016 utkom den biografiska bilderboken "Are you an echo? The lost poetry of Misuzu Kaneko", som beskriver hennes liv och presenterar hennes dikter på både engelska och japanska. Boken illustrerades av Toshikado Hajiri och skrevs av David Jacobson, medan Sally Ito och Michiko Tsuboi ansvarat för översättningarna.